# كسلان ثنائي الأصابع
الكسلان الثنائي الأصابع (الاسم العلمي: Choloepus) (بالإنجليزية: two-toed tree sloths)‏ هو جنس من الحيوانات يتبع فصيلة عظيمات المخالب من رتبة الثدييات المشعرة.

## أنواع الكسلان الثنائي الأصابع
- كسلان جنوبي
- كسلان هوفماني